# Sociální rovnost
Sociální rovnost označuje stav a politický ideál, kdy mají všichni členové určité společnosti ve všech ohledech stejné sociální postavení (status) a tím pádem i rovnocenné příležitosti a možnosti získat bohatství, moc, prestiž nebo uplatňovat svá práva. Obecně tak označuje společnost bez diskriminace a privilegií, v níž je se všemi občany po právní, ale i sociální a ekonomické stránce, nakládáno jako se stejně rovnými, avšak s ohledem na jejich rozdílnosti a potřeby.
Koncepce rovnosti lze dělit na rovnost formální (rovnost de iure, všem stejně) a materiální (reálná rovnost de facto, dle kontextu), rovnost příležitostí a rovnost výsledků. V praxi jsou v závislosti na situaci a cílech uplatňovány všechny zmíněné formy.